# هينك هوفس
هينك هوفس (بالهولندية: Henk Hofs)‏ هو لاعب كرة قدم ونجار هولندي، ولد في 5 مايو 1951 في آرنم في هولندا، وتوفي بنفس المكان في 11 أكتوبر 2011. لعب مع فيتيسه آرنهم.